# دبورا هیسلر
دبورا هیسلر (فرانسوی: Déborah Heissler‎؛ زادهٔ ۵ مهٔ ۱۹۷۶) نویسنده اهل فرانسه است.